# مطار خفي الدولي
مطار خفي الدولي (بالإنجليزية: Hefei Luogang International Airport)‏ (إياتا: HFE، إيكاو: ZSOF) يقع في مدينة خفي في جمهورية الصين الشعبية. صنف مطار خفي الدولي في المرتبة الرابعة والثلاثون في الصين من حيث عدد الركاب عام 2011 وفقًا لإدارة الطيران المدني في الصين، حيث تعامل مع 4,398,739 راكب، وبلغ إجمالي حركة الطائرات (القادمة والمغادرة) 48,001 طائرة وقد بلغت كمية البضائع المنقولة عبر المطار 38,425 طن.